# Protestantische Kirche (Höchen)

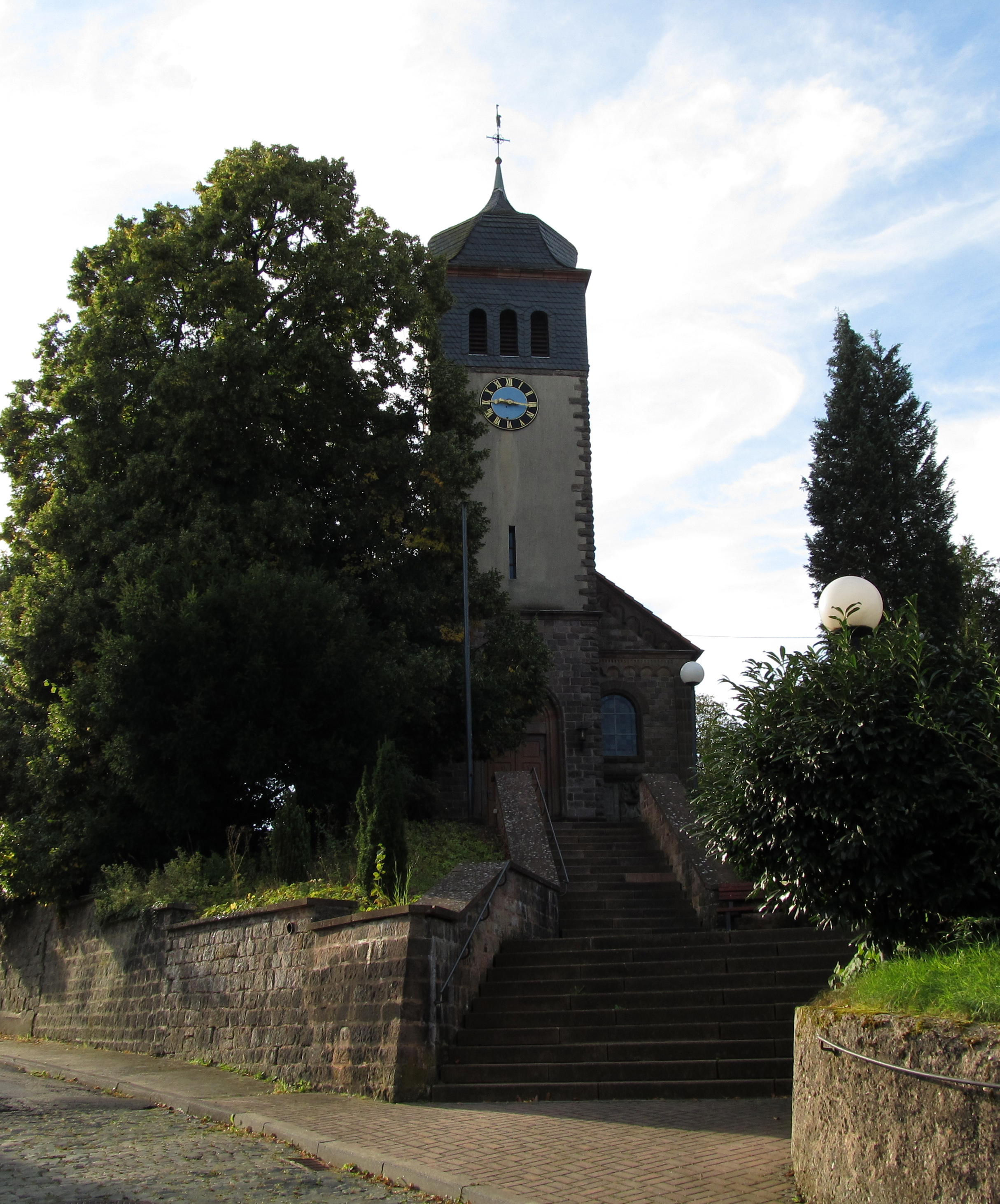
Die protestantische Kirche in Höchen

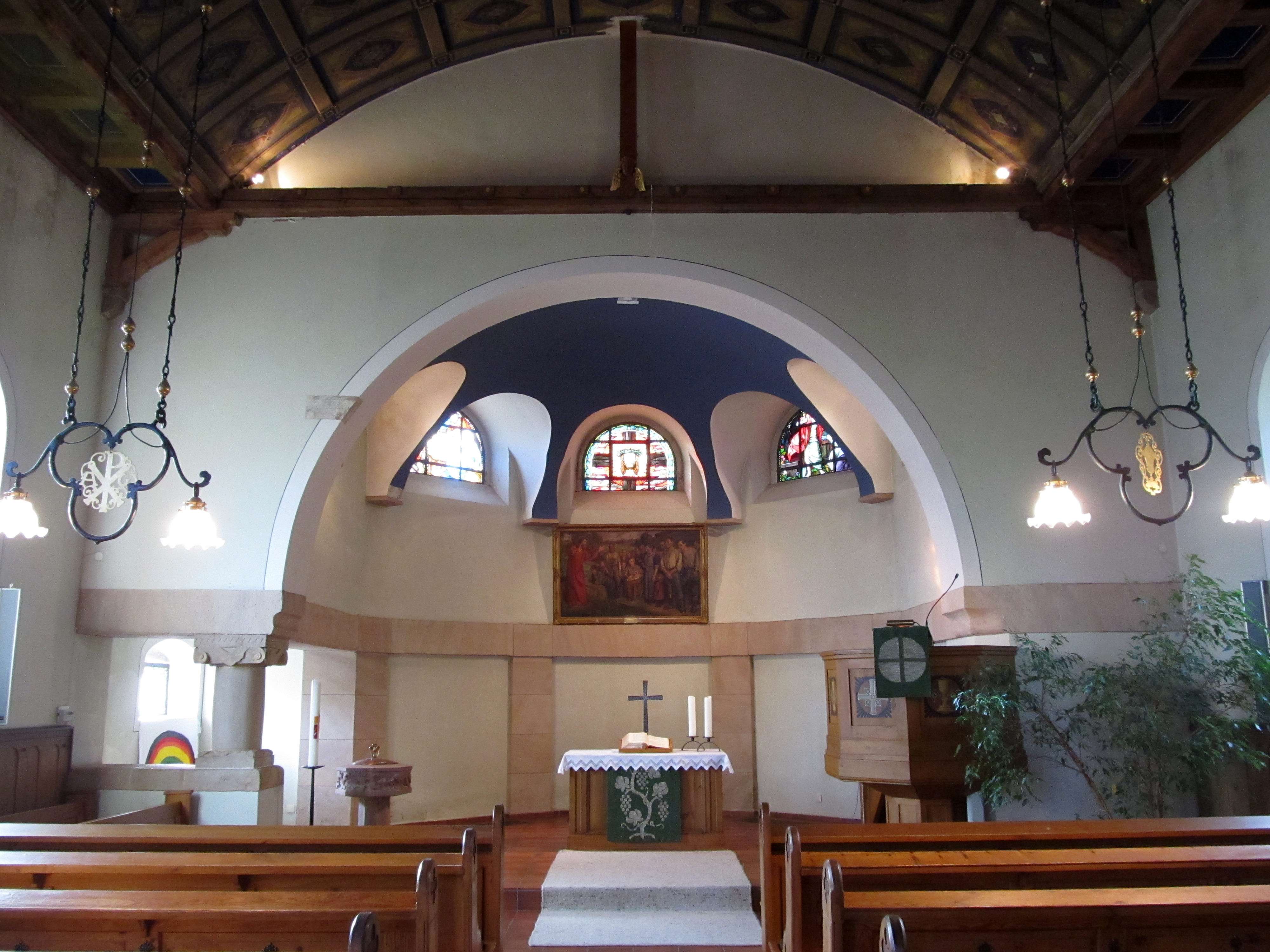
Blick ins Innere der Kirche

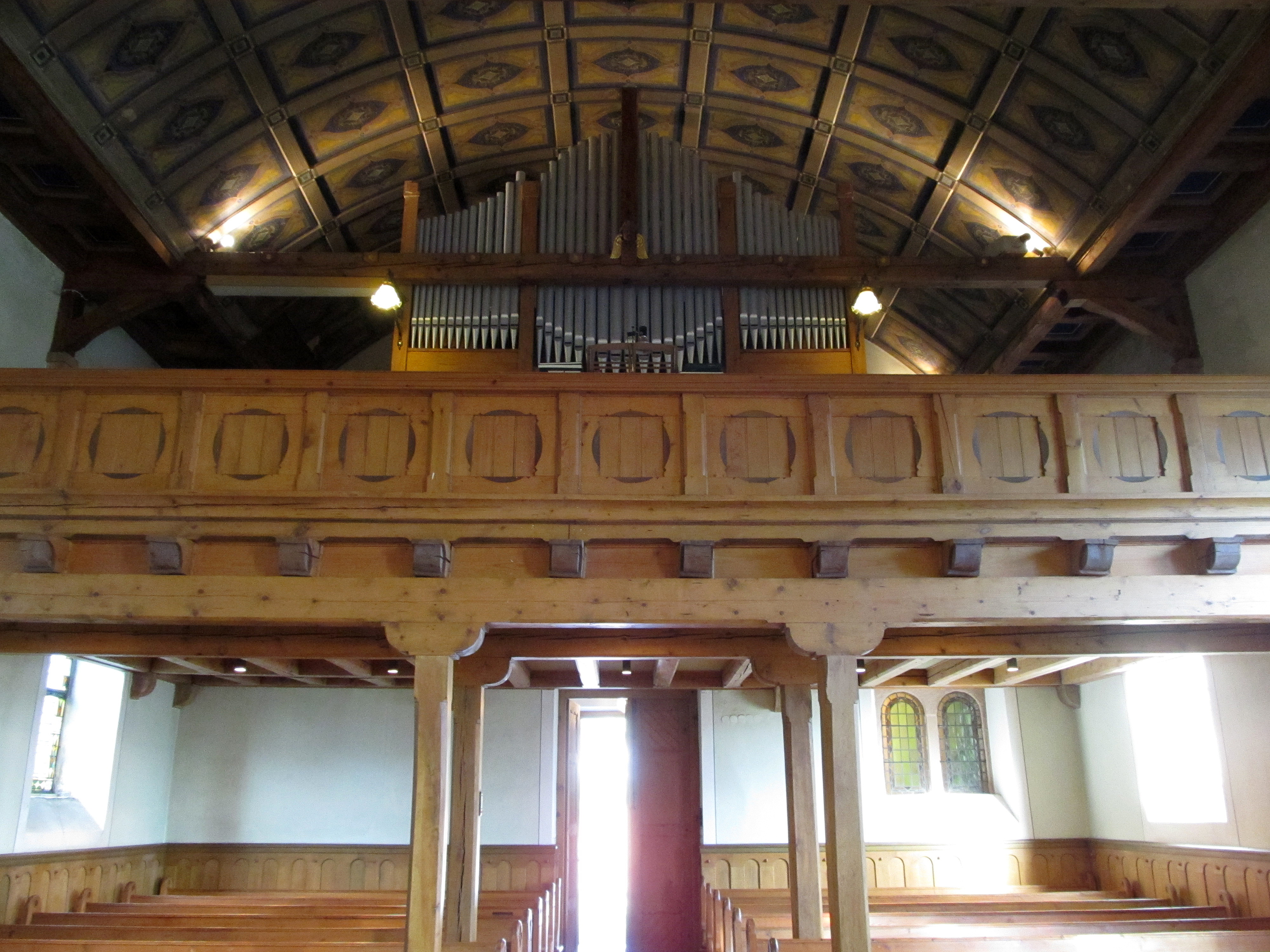
Orgelempore

Die Protestantische Kirche Höchen ist die Pfarrkirche der Protestantischen Kirchengemeinde Höchen, liegt in einem Stadtteil des saarländischen Bexbach und gehört dem Dekanat Homburg/Saar der Evangelischen Kirche der Pfalz an. Die Kirche ist in der Denkmalliste des Saarlandes als Einzeldenkmal aufgeführt.

## Geschichte
1902 erfolgte der Bau eines protestantischen Betsaales in Höchen nach Plänen des Architekten und Bezirksbaumeisters Johann Caspar Löhmer (Homburg). 1909/10 wurde dem Betsaal ein Turm vorangestellt. Architekt Friedrich Larouette (Frankenthal) entwarf die Pläne für den Umbau der Kirche 1920–22, bei dem auch der Chorraum errichtet wurde.
1963 erfolgte der Wiederaufbau unter Leitung des Architekten Ludwig Wolfart (Homburg). 1978 wurde die Kirche einer Restaurierung unterzogen.

## Architektur und Ausstattung
Das Gotteshaus ist ein Jugendstilbau. Sehenswert im Inneren der Kirche sind die beiden dreigeteilten Fenster in den Seitenwänden des Langhauses von 1902. Der Maler Georg Kau (München) schuf 1921 drei kleine Fenster im Chorraum, der Kirchenmaler Fritz Muth (München) 1920–22 das ebenfalls sich im Chorraum befindliche Ölgemälde „Jesus predigt am Höcherberg“. Die schmiedeeisernen Lampen mit Kelch und Christusmonogramm im Kirchenschiff wurden 1922 von dem Architekten Friedrich Larouette (Frankenthal) entworfen.

## Orgel
Die Orgel wurde 1910 von der Firma A. Poppe & Söhne (Offenbach an der Queich) gebaut, verfügt über 13 Register, verteilt auf zwei Manuale und Pedal, und steht auf einer Empore. Der Spieltisch mit Blickrichtung zum Altar ist freistehend. 1922 wurde eine neue Decke in das Kirchenschiff eingezogen, was mit einer Umgestaltung der Orgel verbunden war. 1993 wurde das Instrument durch die Firma Hugo Mayer Orgelbau (Heusweiler) restauriert.
| I Manual C–f3 |                                |    |
| 1.            | Principal                      | 8′ |
| 2.            | Gedackt                        | 8′ |
| 3.            | Viola di Gamba                 | 8′ |
| 4.            | Octave                         | 4′ |
|               | Rohrflöte (Vorabzug aus Nr. 5) | 4′ |
| 5.            | Mixtur IV                      |    |

| II Manual C–f3 |                                               |    |
| 6.             | Gemshorn                                      | 8′ |
| 7.             | Hohlflöte                                     | 8′ |
| 8.             | Salicional                                    | 8′ |
| 9.             | Aeoline                                       | 8′ |
|                | Vox coeleste (Gruppenzug von Nr. 8 und Nr. 9) | 8′ |
| 10.            | Traversflöte                                  | 4′ |

| Pedal C–d1 |             |     |
| 11.        | Bourdonbass | 16′ |
| 12.        | Violonbass  | 16′ |
| 13.        | Cello       | 8′  |

- Koppeln:
  - Normalkoppeln: II/I, I/P, II/P
  - Suboktavkoppeln: II/I
  - Superoktavkoppeln: I/I
- Spielhilfen: Piano, Forte, Tutti